# Dysmicoccus cameronensis
Dysmicoccus cameronensis är en insektsart som först beskrevs av Takahashi 1951.  Dysmicoccus cameronensis ingår i släktet Dysmicoccus och familjen ullsköldlöss. Inga underarter finns listade i Catalogue of Life.